# Racopilum microdictyon
Racopilum microdictyon là một loài rêu trong họ Racopilaceae. Loài này được Besch. mô tả khoa học đầu tiên năm 1885.